# 羅嘉玲
羅嘉玲 （英語：Lo Kar Ling），原為香港電台廣播劇組播音演員及藝員，目前以香港自由身配音員身份，為廣告、劇集、動畫配音。

## 簡介
羅嘉玲原為香港電台廣播劇組播音演員及藝員，曾錄製、撰寫及參演多齣寫實、愛情、武俠、宗教、改編自文學作品或參與政府部門如廉政公署、衛生署、房屋署等部門，作戶外演出戲劇及廣播劇等活動而知名。1980年代後期，羅嘉玲跟翟耀輝、劉昭文、蔡映玉、曾月娥並為香港電台戲劇組的新進播音員，演出粵語廣播劇。
曾主持電視節目遊戲小荳芽、點蟲蟲、及教育電視等。電台直播節目小朋友時間及好孩子星期天等。亦擔任多屆全港兒童故事演講比賽司儀及評判。更應邀為多間著名出版社錄製童話故事及教學光碟等。
羅嘉玲聲線音域非常廣，更擔任香港電台第五台親子節目「床寶故事」 創作劇本及一人聲演多角之故事姐姐。一人變化出多種聲音，演繹劇中幼童、少男少女、中年女子或耆英甚至動物，那管人物性格是邪惡、惹笑還是楚楚可憐，也演繹得淋漓盡致。所以一直都是自由身配音员當中的重要成員，同時亦有開班教授配音。
熱衷播音、配音、撰寫廣播劇創作及改編兒童故事，擔任電台及電視節目主持司儀、廣播劇及話劇大賽評判，應邀擔任葵涌及青衣區文藝協進會之藝術顧問，亦參與電影口述映像旁述工作。多年來為考評局擔任中文科公開試「聆聽能力」試題演繹員，更為政府部門、私營企業及教育機構等內部訓練員工之影片內容、宣傳資訊、商品廣告及電話服務熱線等擔任旁白，也為多間著名出版機構錄製「聆聽練習」模擬試題、輕觸式發聲書、兒童網上動畫學習教材及中、小學各科教學光碟，更於工聯會及中、小學教授播音配音等相關課程及參與義務工作，與社福機構合作，義辦播音配音課程及為少數族裔教授廣東話。(email address: lokarling@gmail,com)

## 獎項
- 榮獲2010年Yahoo主辦首屆「Y!ouJudgeTalent」大賽冠軍；
- 2012年3月應邀擔任「香港電影口述影像發展計劃」閉幕禮暨《桃姐》口述影像電影欣賞會大會司儀；
- 2012年1月為房委會擔任房屋資訊主持人參予拍攝「無障礙設施」系列宣傳片
- 2011至2018廉政公署／裘錦秋中學／香港教育學院主辦荃灣葵涌青衣區小學生德育故事演講比賽評判；
- 2011至2019葵涌及青衣區文藝協進會藝術顧問；
- 2011年語常會暨新人類移動大舞台廣播劇活動之評判；
- 2010至2017年扶輪社話劇比賽及校際廣播劇比賽評判；
- 2009至2011年語常會暨新人類移動大舞台廣播劇導師；
- 2011年香港專業教育學院(青衣)IVE學生發展處廣播劇製作播音配音技巧班導師；
- 2014至2015年香港浸會大學 香港青年獎勵計劃 配音班導師；
- 任教工聯會(朗屏)配音班學生屢奪Animax配音大賽——冠、亞、季及最佳演繹獎，連續6屆參賽，囊括8項大獎；
- 主持香港房屋委員會「無障礙設施」房屋資訊之「暢通易達快樂安居」宣傳影片；
- 幕前主持兒童節目點蟲蟲、遊戲小荳芽、430穿梭機「芝士學堂」,參演多齣教育電視,飾演「樹林仙子」及為節目內容擔任旁述；
- 2015年香港電台「青春聯合體」嘉賓；
- 2018年香港電台「普出廣播劇校園精彩大舞台」活動導師。

## 配音作品
- 粗體表示者為作品中的主角或要角
- 首播年份以羅嘉玲配演的角色首次出場的日子為依歸
- 已知於片中有演唱的角色在角色名後會加上♪符號

### 電視動畫／OVA
| 播映年份 | 作品名稱           | 配演角色                              | 備註        |
| -------- | ------------------ | ------------------------------------- | ----------- |
| 1998     | 美少女戰士最後星光 | 嘉拉西亞 Sailor Lead Crow             | VCD         |
| 2001     | 數碼暴龍02         | V仔獸 火田伊織 巴達獸                 | VCD／Animax |
| 2001     | 不思議遊戲         | 太一君 少華 房宿 昴宿                 | VCD／亞視   |
| 2002     | 哈姆太郎           | 絲絲                                  | VCD／翡翠台 |
| 2004     | 外星人寶寶         | 西遠寺彷徨                            | Animax      |
| 2004     | 百變小櫻           | 李小狼 秋月奈久留 三原千春 木之本撫子 | Animax      |
| 2004     | 戀愛小魔女         | 佐倉仁菜                              | Animax      |
| 2004     | 魔法小美穗         | 篠原美穗/拉拉                         | Animax      |
| 2004     | 機械女神J          | 櫻桃                                  | Animax      |
| 2004     | 莎拉物語           | 彼德                                  | Animax      |
| 2004     | 小婦人             | 艾美                                  | Animax      |
| 2004     | 學校怪談           | 青山一                                | Animax      |
| 2004     | 銀河天使           | 佛特•修特倫                           | Animax      |
| 2004     | 寶貝婆婆           | 小梅                                  | Animax      |
| 2004     | 皇家雙妹嘜         | 小早川美幸                            | 有線        |
| 2005     | 魔法少女貓         | 莎諾 小柿                             | Animax      |
| 2005     | 魔法少女隊         | 舒拉                                  | Animax      |
| 2005     | 通靈王             | 道蓮                                  | Animax      |
| 2005     | 型仔湊女記         | 片倉鈴子                              | Animax      |
| 2005     | 野驁射手           | 森一人                                | Animax      |
| 2005     | Keroro軍曹         | 幽靈少女                              | 有線        |
| 2006     | 戰鬥妖精少女       | 法欣一號                              | DVD／VCD    |
| 2006     | 今日是魔王!        | 涉谷有利                              | Animax      |
| 2006     | 彈珠超人B傳說      | 麗葉娜                                | Animax      |
| 2007     | 櫻桃小丸子         | 櫻桃子                                | Animax      |

### 劇場版／動畫電影
| 首播年份 | 作品名稱         | 配演角色         | 備註                                                  |
| -------- | ---------------- | ---------------- | ----------------------------------------------------- |
| 2004     | 鯊膽大話王       | 有待確認         |                                                       |
| 2007     | 蜜蜂電影         | 有待確認         |                                                       |
| 2007     | 史力加3          | 費安娜公主       | 公映版本，接替曾秀清                                  |
| 2010     | 史力加萬歲萬萬歲 | 費安娜公主       | 公映版本                                              |
| 2011     | 功夫熊貓2        | 毒蛇大師（蛇女） | 洲立影視發行，公映版本 影碟版本 接替何超儀            |
| 2016     | 功夫熊貓3        | 毒蛇大師（蛇女） | 得利影視發行（現改由洲立影視發行），公映版本 影碟版本 |

### 特攝片
| 首播年份 | 作品名稱        | 配演角色 | 角色演員 | 備註       |
| -------- | --------------- | -------- | -------- | ---------- |
| 2010     | 超人8兄弟大電影 | 北斗夕子 | 星光子   | 粤语公映版 |

### 日劇
| 首播年份 | 作品名稱                                    | 配演角色 | 角色演員 | 備註     |
| -------- | ------------------------------------------- | -------- | -------- | -------- |
| 1997     | 讓你們結婚吧（結婚しようよ_(テレビドラマ)） | 殿山蓮   | 益田圭太 | 有線電視 |

年份、版本有待查证
- 林黛玉（紅樓夢）
- 殿山蓮（讓你們結婚吧）
- 赤名莉香（東京愛的故事）
- 麻木久仁子（太陽之歌）
- 庄野月子（冰極謀殺案）
- 田中夕子（成田離婚）
- 飯島妙子（7人女律師）
- 菊池裕美（富豪刑警 II）
- 太田原桃子（P.S. 俊平你好吗?）
- 香板多真希（救急病棟24小時III）
- 伊佐山瑞（我的至「正」人生）
- 風間聖（秀逗男護士）
- 宮園芽香（大胃王）
- 岡美智子 及 綠川蘭子（網球女將）
- 劉大凡（國語片 - 姨媽的後現代生活）
- 泰絲（英語片 - 盜海豪情）
- 菲雪（英語片 - 選美俏臥底）
- 泰斯（泰文片 - 朱古力之戀）
- 朱美（日本鬼片 - 東瀛鬼咒）
- 工滕玲子（超少女REIKO）
- 日高巧美（熱力17歲）

### 廣播劇
```
∗
粗體
表示者為作品中的主角或要角
∗首播年份以羅嘉玲聲演角色首次出場的日子為依歸
∗已知於廣播劇中有演唱的角色在角色名後會加上 ♪ 符號
```

| 播出年份 | 作品名稱             | 播演角色                                                                    | 備註 |
| -------- | -------------------- | --------------------------------------------------------------------------- | --- |
| 1986     | 星星．月亮．太陽     | 阿珠（第廿二回）                                                            | 徐速原著 香港電台「悲歡離合」劇場 |
| 1987     | 向日葵               | 莎莎（第四回）                                                              | |
| 1987     | 小玩意               | 施峰                                                                        | 亦舒小說76 |
| 1987     | 幾度夕陽紅           | 何霜霜                                                                      | |
| 1987     | 那夏日               | 珍珍                                                                        | |
| 1987     | 圓舞                 | 周承鈺                                                                      | 亦舒小說70 香港電台【經典重溫 （页面存档备份，存于）】                                                                                                |
| 1987     | 黃昏的童話           | Ada                                                                         | 香港電台「朝朝早劇場」 【按此播放 （页面存档备份，存于）】                                                                                            |
| 1987     | 斷線風箏             | 廖月珍（第七、十回） 葉亦芷（第一回） 路人（第八回） 侍應（第十一、十三回） | 陳浩泉原著 【按此播放 （页面存档备份，存于）】 |
| 1987     | 煙雨濛濛             | 方瑜                                                                        | 瓊瑤小說 【按此播放 （页面存档备份，存于）】 |
| 1987     | 龍鳳配               | 歌姬李琪                                                                    | 民間劇場 |
| 1987     | 蝶神                 | 陳小玉 ♪                                                                    | 張君默「異象系列」小說 翻唱陳慧嫻《跳舞街 （页面存档备份，存于）》 與翟耀輝合唱陳潔靈、張國榮《誰令你心痴》 【按此播放第一回 （页面存档备份，存于）】 |
| 1987     | 傲慢與偏見           | 麗迪亞                                                                      | |
| 1987     | 我與鬼               | 小寶                                                                        | 亦舒小說72《戀後》 |
| 1988     | 少女日記             | 糖糖                                                                        | 亦舒小說84《一段雲》 |
| 1988     | 桂枝慶團圓           | 春花                                                                        | 民間劇場 |
| 1988     | 神探福爾摩之緣盡今宵 | Polly（第五回） Kitty（第七回） 女侍應（第十回）                            | 張君默神探系列小說 【按此播放 （页面存档备份，存于）】                                                                                                |
| 1988     | 神探福爾摩之觀音     | 孟可兒                                                                      | 張君默神探系列小說 |
| 1988     | 第八夜               | Eliza（第一、八回）                                                         | 西茜鳳小說 【按此播放 （页面存档备份，存于）】 |
| 1989     | 蘭花                 | 蘭花                                                                        | 亦舒小說94《有過去的女人》 |
| 1989     | 滿院落花簾不捲       | 明薰                                                                        | 亦舒100 |
| 1989     | 何曾是絕對           | Kitty Wong                                                                  | 香港電台「悲歡離合」劇場 【按此播放 （页面存档备份，存于）】                                                                                          |
| 1989     | 婚約                 | 凝                                                                          | 嚴沁小說 |
| 1989     | 啞妻                 | 秋兒                                                                        | |
| 1989     | 三朵花               | 章念琛                                                                      | |
| 1989     | 新貴一族             | 卓曼厲                                                                      | 香港電台「朝朝早」劇場 |
| 1989     | 傅家的兒女們         | 傅如玉（第八回起）                                                          | 于梨華小說 香港電台 |
| 1990     | 阿修羅               | 吳鈱鈱                                                                      | 亦舒小說109 香港電台【經典重溫 （页面存档备份，存于）】                                                                                               |
| 1990     | 奧德修斯迷航記       | 雅典娜                                                                      | 香港電台希臘神話系列 【經典重溫】 |
| 1990     | 簡愛                 | 簡·愛（Jane Eyre）                                                          | 英國文學改編 |
| 1990     | 情無了               | 陳玉書                                                                      | 嚴沁小說 |
| 1990     | 中華五千年           | 帖木侖（鐵木真妹妹）                                                        | 香港電台歷史廣播劇 第354集：【蒙古勇士】 |
| 1991     | 中華五千年           | 元朝魯國公主祥哥剌吉                                                        | 香港電台歷史廣播劇 第409、415集：【海山北代】、【懷王出鎮】                                                                                           |
| 1991     | 美國月亮             | 周起鳳                                                                      | 曹又方原著 【按此播放 （页面存档备份，存于）】 |
| 1991     | 歸                   | 陶冶                                                                        | 陳若曦小說 |
| 1991     | 弄潮兒               | 游曼曼                                                                      | 亦舒小說124 【按此播放 （页面存档备份，存于）】 |
| 1991     | 預言                 | 陳萼生                                                                      | 亦舒小說126 |
| 1991     | 美麗新世界           | 巫小雲                                                                      | 亦舒小說129 |
| 1991     | 櫻子姑娘             | 王玉英                                                                      | 徐速小說 【按此播放 （页面存档备份，存于）】 |
| 1992     | 城南舊事             | 英子                                                                        | 林海音原著 香港電台【經典重溫】 |
| 1992     | 心扉的信             | 心扉                                                                        | 亦舒小說134 【按此播放 （页面存档备份，存于）】 |
| 1993     | 艷陽牡丹             | 張婉蘭                                                                      | 香港電台【經典重溫 （页面存档备份，存于）】 |
| 1993     | 歲月金蘭             | 好姐                                                                        | 香港電台【經典重溫 （页面存档备份，存于）】 |
| 1993     | 搶錢世家             | Money                                                                       | 香港電台【經典重溫 （页面存档备份，存于）】 |
| 1993     | 我個女五歲           | 小娟                                                                        | 【按此播放 （页面存档备份，存于）】 |
| 1993     | 嫁給美國旗           | Candy Connie                                                                | 黃綺雯原著 |
| 1993     | 中華五千年           | 三娘子                                                                      | 香港電台歷史廣播劇 第503集：【韃靼議和】 |
| 1994     | 中華五千年           | 柳如是                                                                      | 香港電台歷史廣播劇 第553、554集：【江南名妓】、【錢柳姻緣】                                                                                           |
| 1994     | 銀色之戀             | 雯雯                                                                        | |
| 1996     | 走佬幹探             | Polly                                                                       | |
| 1996     | 網絡情迷             | 時雨                                                                        | 葉小嵐小說《愛情電腦方程式》 |
| 1997     | 聊齋新誌             | 落霞                                                                        | 杜國威舞台劇改編 |
| 1998     | 聊齋誌異之嬰寧       | 嬰寧                                                                        | 蒲松齡原著 |
| 1998     | 笑傲江湖             | 曲飛煙                                                                      | |
| 1999     | 金瓶梅               | 春梅                                                                        | 香港電台【廣播劇頻度】 |
| 2000     | 鹿鼎記               | 方怡                                                                        | 香港電台金庸武俠天地 【經典重溫 （页面存档备份，存于）】                                                                                              |
| 2000     | 請你請你原諒我       | 諾琳                                                                        | 亦舒小說190 |
| 2002     | 錯了                 | 徐芯                                                                        | 陳頌恩小說 |

## 電台廣播
- 羅嘉玲十七歲就加入香港電台演出廣播劇，成為香港電台戲劇組的新進播音員，在粵語廣播劇演出女主角，聲線從兒童、小女孩、少女到成年女性都維肖維妙。[4]
- 除了演出廣播劇，也參與香港電台製作的教育電視節目，與及兒童電視節目《點蟲蟲》、《遊戲小荳芽》 等。
- 1990年代，三線發展，廣播劇、配音工作及幕前演出。

## 演出／主持
- 羅嘉玲 主持 閃電傳真機「芝士學堂」 （页面存档备份，存于）
- 羅嘉玲 主演 教育電視「森林仙子」為布偶配音 （页面存档备份，存于）
- 香港電台廣播劇組 羅嘉玲 參與演出TVB節目-香港倒後鏡 (請留意 07'40") （页面存档备份，存于）
- 羅嘉玲 主持 - 香港房屋委員會「無障礙設施」房屋資訊 暢通易達 快樂安居

## 外部連結
- 羅嘉玲Blog （页面存档备份，存于）
- 聲朋俱樂部 - 第三集 (嘉賓 : 羅嘉玲小姐)